# Калинкино (Октябрьское сельское поселение)
Кали́нкино — деревня Ломовского сельского округа в Октябрьском сельском поселении Рыбинского района Ярославской области .
Деревня расположена на правом высоком берегу реки Волги, в юго-восточной части поселения, ниже по течению крупного посёлка Песочное и деревни Приволжье, от которой отделена небольшим ручьем, ниже Калинкино по течению, но на удалении около 1 км от берега стоит деревня Купалино. В 2 км на юг от Калинкино расположена большая деревня, фактически посёлок, Дюдьково, в нём имеются многоквартирные благоустроенные дома и другие элементы инфраструктуры: средняя школа, медицинская амбулатория, отделение сбербанка, почта .
Село Калинкино указано на плане Генерального межевания Борисоглебского уезда 1792 года. По сведениям 1859 года Калинкино относилось к Романово-Борисоглебскому уезду .
На 1 января 2007 года в деревне не числилось постоянных жителей . На топокарте составленной по данным 1989 года она также показана как нежилая. Деревню обслуживает почтовое отделение, расположенное в деревне Дюдьково, но почтовый сайт не говорит о числе обслуживаемых адресов .